# Баруччи, Мария Антонелла
| Открытые астероиды: 3                                        | Открытые астероиды: 3 |
| ------------------------------------------------------------ | --------------------- |
| (3362) Хуфу [1]                                              | 30 августа 1984       |
| (3752) Камилло [2]                                           | 15 августа 1985       |
| (15692) 1984 RA                                              | 1 сентября 1984       |
| 1. совместно с Скотт Данбэром 2. совместно с Элеанорой Хелин |                       |

Мария Антонелла Баруччи (итал. Maria Antonella Barucci) — итальянская женщина-астроном, планетарный учёный и первооткрыватель астероидов, которая работает в «Институте космической астрофизики» в Риме. В период с 1984 по 1985 год во время работы в Паломарской обсерватории ею было открыто в общей сложности 3 астероида, два из которых были обнаружены совместно с Скоттом Данбэром и Элеанорой Хелин. Она внесла большой вклад в изучение физических свойств малых планет, участвовала в проведении многих фотометрических и астрометрических наблюдений.
В знак признания её заслуг один из астероидов был назван в честь неё (3485) Баруччи.